# HD 12918
HD 12918 är en orange stjärna i stjärnbilden Cepheus.
Stjärnan är av visuell magnitud +6,45 och är nätt och jämnt synlig för blotta ögat vid mycket god seeing.